# 福濟寺
福济寺（／），是一間位於日本長崎縣長崎市筑後町的寺庙，屬於黄檗宗，山號是分紫山。1628年（寛永5年）建立，與崇福寺、興福寺並稱「长崎三福寺」，再加上圣福寺合稱為「長崎四福寺」。
這間寺廟的信徒大多是福建省中部的漳州與泉州出身的華僑，所以也被稱為漳州寺或泉州寺。
寺廟建築物的本堂（即大雄寶殿）在第二次世界大戰以前被日本政府指定為國寶，但在長崎市原子彈爆炸後全部烧毁。

## 历史
1613年（庆长18年）。江户幕府颁布了禁止基督教的禁教令，并推行了寺请制度，要求所有人必须是佛寺的檀家，以证明自己并非基督教徒。当时居住于长崎的唐人（明国人）也不例外，故而专为唐人使用的唐寺开始建立。
1628年（宽永5年），福建省泉州出身的僧人觉海在弟子了然和觉意的随同下赴日，在岩原乡（今筑后町）结庵而居，供奉海上的守护神天后圣母（妈祖）。是为福济寺的肇始。
1649年（庆安2年），蕴谦戒琬禅师赴日，为福济寺正式地建立了寺院诸堂。建设中获得了唐人的大量布施。山号定为“分紫山”，由来是蕴谦戒琬禅师曾居住的泉州紫云山。次年建立了观音堂。1656年（明历2年），蕴谦禅师将住持之位让与来到日本的木庵性瑫禅师，但4年之后木庵前往摄津国的普门寺，蕴谦再任主持。1672年（宽文12年），蕴谦因高龄而让位于慈岳。
1910年，本堂（大雄宝殿）、青莲堂和回廊被指定为当时的国宝（相当于现行法律下的重要文化财产），但在1945年的长崎市原子弹爆炸中全部被焚毁。1979年，于大雄宝殿原址建立了为原子弹爆炸受害者与战死者祈福的万国灵庙长崎观音。

## 长崎观音
正式名称为万国灵庙长崎观音（／）。建于1979年，基座为龟形的灵庙，观音像高18米（从地面算起为34米），重35吨。观音像内部装有一架显示地球自转的傅科摆（长25.1米，为日本最大）。

## 文化财产
福济寺后的墓地中有曾为唐大通事（汉语翻译官）的颍川藤左卫门（陈氏）墓地和本寺开山祖师觉海等中国僧人墓，两者均为长崎市指定文化财。寺内供奉有有以二战中沉没的陆奥号战舰的主炮装甲为材料制成的巨大的钢盔。
寺院烧毁前的复原模型藏于长崎历史文化博物馆。1945年焚毁于原子弹爆炸的原国宝有如下2项。
- 福济寺本堂（即大雄宝殿或释迦堂）和前堂（即护法堂、弥勒堂或天王殿）共2栋及回廊
- 福济寺青莲堂（即观音堂）和中门共2栋及回廊

## 相关项目
- 崇福寺 (长崎市)
- 兴福寺 (长崎市)
- 圣福寺 (长崎市)（日语：聖福寺 (長崎市)）
- 悟真寺 (长崎市)（日语：悟真寺 (長崎市)）